# 女の警察 乱れ蝶
『女の警察 乱れ蝶』（おんなのけいさつ みだれちょう）は、1970年7月11日に公開された日本映画である。製作は日活とアロー・エンタープライズ。配給はダイニチ映配。監督は小澤啓一。主演は小林旭。

## 概要
ネオン警察シリーズの最終作。
大物総会屋の愛人と瀬戸内海で7年ぶりに再会した篝が、ホステスの引き抜きを邪魔する黒木について探ろうとした矢先に殴り倒される。その黒木の背後にいるのが、大物総会屋の醍醐である。そして黒木は盲目の妹のためにも篝に協力するが…。

## キャスト
- 篝正秋：小林旭
- 結城元：青江三奈
- 志賀悠子：水野久美
- 黒木亮：内田良平
- 竜村四郎：郷鍈治
- 赤堀元：三田村元
- 大野専務：北原義郎
- 醍醐太平：内田朝雄
- 木谷則子：牧紀子
- 黒木洋子：松本めぐみ
- 河野礼子：夏純子
- 佳山ヨコ：佳川ヨコ
- 北野ミリ子：喜多野純
- 歌手：太田トモ子
- メイ：麻生レイ子
- 「ブルーボア」のマネージャー：江角英明
- 「東京カントリー」のマネージャー：柳瀬志郎
- ロバート・ジャクソン：マイク・ダニーン
- 東条：北城寿太郎
- 神戸の刑事：木島一郎
- マンションの管理人：小笠原章二郎
- 眼科医：丸山修
- クラブの客：玉村俊太郎
- ガンちゃん：桂小かん
- 看護婦：千代田恵美
- 京橋病院医師：高野誠二郎
- 医者：酒井三郎
- 醍醐の手下：中平哲仟
- 前田武彦（大前田武）
- 醍醐の手下：溝口拳、北上忠行
- 高本一夫
- 長縄満雄
- 鵬玲子

## スタッフ
- 監督：小澤啓一
- 脚本：中西隆三
- 制作：小林旭、友田二郎
- 企画：高木雅行、藤浪浩
- 原作：梶山季之
- 音楽：鏑木創

## 同時上映
- やくざ絶唱